# IOPS
IOPS (pronúncia [ˈaɪ.oʊ.piː.ɛs]), sigla inglesa para Input/Output Operations Per Second ("Operações de Entrada/Saída Por Segundo"), é uma medida de desempenho (benchmark) usada para caracterizar dispositivos de armazenamento de computadores, como unidades de disco rígido (HDD), estado sólido (SSD), e redes de área de armazenamento (SAN). Como acontece com qualquer índice de referência, os números de IOPS publicados pelos fabricantes de dispositivos de armazenamento não se relacionam diretamente com o desempenho de aplicativos no mundo real.